# 從零開始 (專輯)
《從零開始》(英語：From Zero)是美國搖滾樂團聯合公園發行的第八張錄音室專輯，於2024年11月15日透過华纳唱片和Machine Shop發行。這張專輯是聯合公園自2017年《光芒再現》以來的首張錄音作品，也是樂團首次由Dead Sara樂團的主唱艾米莉·阿姆斯壯擔任新主唱，同時新鼓手科林·布里頓也正式加入樂團。這是樂團首次沒有共同主唱查斯特·班寧頓（他於2017年過世）及創團鼓手羅伯·巴登參與的專輯，因為巴登已經離開樂團。

## 背景
2024年3月30日，Orgy樂團主唱傑·戈登（Jay Gordon）接受KCAL-FM電台訪問時，爆料聯合公園即將重組，並透露他聽說樂團將會有一位新任女主唱，但隨後拒絕進一步說明，引發了大量的猜測。隔月，Billboard雜誌追蹤了這個消息，報導指出WME（William Morris Endeavor）經紀公司正在為聯合公園2025年的重組巡演以及音樂節的演出安排洽談。當時的預計陣容包含樂團成員篠田、達爾森、法雷爾，以及一位未透露姓名的女性主唱，接替已故的查斯特·班寧頓。
2024年8月，樂團官方網站上出現了一個神秘的100小時倒數計時器，並未給出任何解釋。當倒數歸零後，樂團發表聲明，暗示將有重大消息，並寫道：「這只是時間的問題」。此外，他們還宣布將在9月5日於洛杉磯舉辦一場五小時的活動，邀請聯合公園官方粉絲俱樂部Linkin Park Underground的成員參加。
9月5日，聯合公園正式宣佈新專輯《From Zero》，並發行了主打單曲《無盡虛空》。同時，樂團確認艾米莉·阿姆斯壯擔任新任共同主唱，並宣布科林·布里頓成為新任鼓手，以接替離團的羅伯·巴登。樂團也公佈了支援新專輯的全球巡演計畫，將在四大洲舉行六場大型演唱會。

## 編曲與聲音
主創成員麥克·篠田形容《From Zero》是一張充滿能量的專輯，並且強調專輯中有「大量的吉他聲」。這張專輯的風格延續了聯合公園早期音樂的激情與力量，融合了搖滾的粗獷與創新，為樂迷帶來熟悉但又充滿新鮮感的聽覺體驗。

## 巡演
聯合公園的《From Zero》世界巡演將在美國、德國、英國、南韓和哥倫比亞等地展開。這次巡演於2024年9月11日從加州英格爾伍德的Kia Forum啟動，並預計於2024年11月11日在哥倫比亞波哥大的Coliseo Medplus畫下句點。
在2024年9月7日，樂團的主音吉他手布萊德·達爾森宣布，由於個人原因，他將不會參加即將到來的世界巡演。聯合公園將由Alex Feder擔任巡演期間的臨時吉他手。達爾森強調，雖然他暫時不會參加巡演，但他仍會繼續在幕後參與樂團的創作工作。

## 曲目
| From Zero track listing | From Zero track listing | From Zero track listing |
| 曲序                    | 曲目                    | 时长                    |
| ----------------------- | ----------------------- | ----------------------- |
| 1.                      | From Zero (Intro)       | 0:22                    |
| 2.                      | The Emptiness Machine   | 3:10                    |
| 3.                      | Cut the Bridge          | 3:48                    |
| 4.                      | Heavy Is the Crown      | 2:47                    |
| 5.                      | Over Each Other         | 2:50                    |
| 6.                      | Casualty                | 2:20                    |
| 7.                      | Overflow                | 3:31                    |
| 8.                      | Two Faced               | 3:03                    |
| 9.                      | Stained                 | 3:05                    |
| 10.                     | IGYEIH                  | 3:29                    |
| 11.                     | Good Things Go          | 3:29                    |
| 总时长：                | 总时长：                | 31:54                   |